# Vickerskulspruta
Vickerskulsprutan (engelska: Vickers machine gun) var en förbättrad variant av Maximkulsprutan som konstruerades av Vickers efter att Hiram Maxims patent hade expirerat.

## Design

Soldater ur kulsprutekåren skjuter mot ett tyskt flygplan med en Vickerskulspruta under slaget vid Arras 1917.

Vickerskulsprutan skiljer sig från sin föregångare genom att ha en korrugerad kylmantel och ett annorlunda slutstycke, vilket sparade ca 3 kg vikt.

## Historia
Brittiska armén antog Vickerskulsprutan 1912 för att komplettera (och så småningom ersätta) deras Maximkulsprutor. Vapnen skulle fördelas på en kulsprutetropp per infanteribataljon och ett motoriserat kulsprutebatteri per artilleridivision, men när första världskriget bröt ut rådde fortfarande stor brist på kulsprutor.
I och med införandet av lätta kulsprutor som Lewiskulsprutan i infanteribataljonerna drogs alla Maxim- och Vickerskulsprutor tillbaka 1915 och omorganiserades i Machine Gun Corps (kulsprutekåren). Vapnen fördelades sedan på tre (efter 1917 fyra) kulsprutekompanier per infanteridivision.
Vapnets driftsäkerhet bekräftades 24 augusti 1916 av 100:e kulsprutekompaniet under slaget vid Somme. Deras tio Vickerskulsprutor turades om att skjuta ihållande eld under en period på 12 timmar. Totalt förbrukade de drygt en miljon patroner och 100 mynningspipor. Ingen av kulsprutorna gick sönder.
Kulsprutekåren upplöstes 1922 och kulsprutorna fördelades åter ut på infanteribataljonerna, först som kulspruteplutoner och senare som kulsprutekompanier. I och med motoriseringen av infanteriförbanden 1936 centraliserades återigen kulsprutorna på divisionsnivå.

## Varianter

### I flygplan
Trots att Vickerskulsprutan var tyngre än till exempel Lewiskulsprutan och bandmatningen var besvärlig att använda i flygplan gjorde det faktum att den avfyrades med stängt slutstycke att den var mycket enklare att synkronisera för att skjuta genom propellern. Det gjorde att den blev standardbeväpning på flygplan som Sopwith Camel och SPAD S.VII.
Eftersom vapnet använde sig av kort piprekyl var pipan lagrad i kylmanteln som därför inte kunde plockas bort trots att vattenkylningen var överflödig i luften. Därför var det vanligt att kylmanteln perforerades med gälar som pressade in luft i framkanten och sög ut luft i bakkanten. Senare tillverkades luftkylda versioner med perforerad kylmantel liknande den hos Browning M1919 eller MG34.

### I stridsvagnar
De flesta Vickerskulsprutor hade dubbla spadhandtag med en avtryckare i mitten. För användning i stridsvagnar tillverkades varianter med pistolkolv. Dessa fanns också i kaliber .50 BMG och vägde då 28,5 kg (63 lb).